# 트랜센드 (말)
트랜센드(トランセンド, Transcend, 2006년 3월 9일 ~ )는 일본의 경주마, 종모마다. 2009년 2월 14일에 데뷔하여 2012년까지 경마계에서 활동했으며, 은퇴 후에는 종모마(씨말) 생활을 하고 있다.

## 경주 성적
| 날짜 | 경마장 | 경기명 | 등급 | 트랙 | 배당 (인기 순위) | 순위 | 시간 | 기수 | 우승마 (2위마) |
| ---- | ------ | ------ | ---- | ---- | ---------------- | ---- | ---- | ---- | -------------- |

## 창작물
- 트랜센드는 말인간 미소녀로 모에화되어 《우마무스메 프리티 더비》에도 등장한다.